# Orectogyrus kasikiensis
Orectogyrus kasikiensis is een keversoort uit de familie van schrijvertjes (Gyrinidae). De wetenschappelijke naam van de soort is voor het eerst geldig gepubliceerd in 1938 door Ochs.